# Juan Archuleta
Juan Archuleta (Hesperia, California; 13 de septiembre de 1987) es un artista marcial mixto estadounidense que actualmente compite en la categoría de peso gallo de Bellator MMA, donde es el ex-Campeón de Peso Gallo de Bellator. Siendo un competidor profesional desde 2013, también ha competido en King of the Cage y World Series of Fighting.
Desde el 26 de julio de 2022, Archuleta está en la posición #3 del ranking de peso gallo de Bellator.

## Carrera en artes marciales mixtas

### Bellator MMA
Luego de una exitoso paso por King of the Cage, Archuleta firmó con Bellator MMA. Hizo su debut en la promoción en Bellator 195 contra William Joplin. Ganó la pelea por decisión unánime.
Enfrentó a Robbie Peralta en Bellator 201 el 29 de junio de 2018. Ganó la pelea por nocaut en el tercer asalto.
Archuleta enfrentó a Jeremy Spoon en Bellator 210, 30 de noviembre de 2018. Ganó la pelea por decisión unánime.
Enfrentó a Ricky Bandejas en Bellator 214. Ganó la pelea por decisión unánime.
En su siguiente pelea, Archuleta enfrentó al ex-Campeón Mundial de Peso Gallo de Bellator Eduardo Dantas en Bellator 222, el 14 de junio de 2019. Archuleta ganó la pelea por nocaut en el segundo asalto.
En su siguiente pelea,  Archuleta participó en el Grand Prix de Peso Pluma de Bellator en el round de apertura, obtuvo una oportunidad por el título de peso pluma contra el campeón Patrício Freire en Bellator 228, el 28 de septiembre de 2019. Perdió la pelea por decisión unánime.
Archuleta enfrentó a Henry Corrales en Bellator 238, el 25 de enero de 2020. Ganó la pelea por decisión unánime.

#### Campeonato Mundial de Peso Gallo de Bellator
Archuleta regresó a la división de peso gallo para enfrentar a Patchy Mix por el Campeón vacante de Peso Gallo de Bellator el 12 de septiembre de 2020 en Bellator 246. Ganó la pelea por decisión unánime para convertirse en el nuevo campeón mundial de peso gallo de Bellator.
Archuleta hizo la primera defensa de su título contra Sergio Pettis en Bellator 258 el 7 de mayo de 2021. Perdió la pelea y el título por decisión unánime.

#### Grand Prix de Peso Gallo de Bellator
Archuleta, reemplazando a un lesionado Sergio Pettis, enfrentó a Raufeon Stots por el Campeonato Mundial Interino de Peso Gallo de Bellator el 23 de abril de 2022 en Bellator 279. Archuleta perdió la pelea nocaut en el tercer asalto.

#### Posterior al Grand Prix
Archuleta enfrentó a Enrique Barzola el 1 de octubre de 2022 en Bellator 286. En el pesaje, la pelea fue cambiada a un peso pactado de 141 libras. Ganó la pelea por decisión unánime.
Archuleta enfrentó al ex-Campeón de Peso Gallo de ONE y Road FC Soo Chul Kim el 31 de diciembre de 2022, en Bellator MMA vs. Rizin. Ganó la pelea por decisión dividida.
Archuleta enfrentó a Naoki Inoue el 6 de mayo de 2023, en Rizin 42. Ganó la pelea por decisión unánime.
Archuleta estaba programado para enfrentar al ex-Campeón de Peso Gallo de Rizin Kai Asakura por el Campeonato Vacante de Peso Gallo de Rizin el 30 de julio de 2023, en Bellator MMA x Rizin 2. Sin embargo, el 18 de julio se anunció que Asakura se había retirado de la pelea por una lesión y había sido reemplazado por Hiromasa Ougikubo. Archuleta ganó la pelea y el título por decisión unánime.

## Campeonatos y logros
- Bellator MMA
  - Campeonato Mundial de Peso Gallo de Bellator (Una vez)
- Rizin Fighting Federation
  - Campeonato de Peso Gallo de Rizin (Una vez; actual)
- King of the Cage
  - Campeonato de Peso Ligero de KOTC (Una vez)
  - Campeonato de Peso Pluma de KOTC (Una vez)
    - Tres defensas titulares exitosas

  - Campeonato de Peso Gallo de KOTC (Una vez)
  - Campeonato de Peso Súper Ligero de KOTC (Una vez)
- California Fight League
  - Campeonato de Peso Pluma de CFL (Una vez)
- Tru-Form Entertainment
  - Campeonato de Peso Pluma de TFE (Una vez)
- Gladiator Challenge
  - Campeonato de Peso Gallo de GC (Una vez)

## Récord en artes marciales mixtas
| Récord profesional | Récord profesional | Récord profesional |
| 33 peleas          | 29 victorias       | 4 derrotas         |
| ------------------ | ------------------ | ------------------ |
| Nocaut             | 11                 | 1                  |
| Sumisión           | 1                  | 1                  |
| Decisión           | 17                 | 2                  |

| Resultado | Récord | Oponente          | Método                           | Evento                 | Fecha                   | Ronda | Tiempo | Localización | Notas                                                 |
| --------- | ------ | ----------------- | -------------------------------- | ---------------------- | ----------------------- | ----- | ------ | ------------ | ----------------------------------------------------- |
|           |        | Kai Asakura       |                                  | Rizin 45               | 31 de diciembre de 2023 |       |        | Saitama      |                                                       |
|           | 29–4   | Hiromasa Ougikubo | Decisión (unánime)               | Super Rizin 2          |                         |       |        | Saitama      |                                                       |
|           | 28–4   |                   | Decisión (unánime)               | Rizin 42               |                         |       |        |              |                                                       |
| Victoria  | 27–4   |                   | Decisión (dividida)              | Bellator MMA vs. Rizin |                         |       |        | Saitama      |                                                       |
| Victoria  | 26–4   |                   | Decisión (unánime)               | Bellator 295           |                         |       |        |              |                                                       |
| Derrota   | 25–4   | Raufeon Stots     | KO (patada a la cabeza y golpes) |                        |                         |       |        |              |                                                       |
| Derrota   | 25–3   | Sergio Pettis     | Decisión (unánime)               |                        |                         |       |        |              |                                                       |
| Victoria  | 25–2   | Patchy Mix        | Decisión (unánime)               |                        |                         |       |        |              | Ganó el Campeonato Vacante de Peso Gallo de Bellator. |
| Victoria  | 14–1   | Henry Corrales    | Decisión (unánime)               |                        |                         |       |        |              |                                                       |
| Derrota   | 23–2   | Patrício Pitbull  | Decisión (unánime)               |                        |                         |       |        |              |                                                       |
| Victoria  | 23–1   | Ricky Bandejas    | Decisión (unánime)               |                        |                         |       |        |              |                                                       |
| Victoria  | 22–1   |                   | Decisión (unánime)               |                        |                         |       |        |              |                                                       |
| Victoria  | 21–1   |                   | Decisión (unánime)               |                        |                         |       |        |              |                                                       |
| Victoria  | 20–1   |                   | KO (golpes)                      |                        |                         |       |        |              |                                                       |
| Victoria  | 19–1   |                   | Decisión (unánime)               |                        |                         |       |        |              |                                                       |
| Victoria  | 18–1   |                   | TKO (retiro)                     |                        |                         |       |        |              |                                                       |
| Victoria  | 17–1   |                   | TKO (golpes)                     |                        |                         |       |        |              |                                                       |
| Victoria  | 16–1   |                   | Decisión (unánime)               |                        |                         |       |        |              |                                                       |
| Victoria  | 15–1   |                   | TKO (golpes)                     |                        |                         |       |        |              |                                                       |
| Victoria  | 14–1   |                   | Decisión (unánime)               |                        |                         |       |        |              |                                                       |
| Victoria  | 13–1   |                   | TKO (retiro)                     |                        |                         |       |        |              |                                                       |
| Victoria  | 12–1   |                   | Decisión (unánime)               |                        |                         |       |        |              |                                                       |
| Victoria  | 11–1   |                   | TKO (golpes)                     |                        |                         |       |        |              |                                                       |
| Victoria  | 10–1   |                   | Decisión (unánime)               |                        |                         |       |        |              |                                                       |
| Victoria  | 9–1    |                   | TKO (golpes)                     |                        |                         |       |        |              |                                                       |
| Victoria  | 8–1    |                   | Decisión (unánime)               |                        |                         |       |        |              |                                                       |
| Victoria  | 7–1    |                   | Decisión (unánime)               |                        |                         |       |        |              |                                                       |
| Victoria  | 6–1    |                   | Sumisión (Brabo choke)           |                        |                         |       |        |              |                                                       |
| Derrota   | 5–1    |                   | Sumisión (triangle choke)        |                        |                         |       |        |              |                                                       |
| Victoria  | 5–0    |                   | Decisión (dividida)              |                        |                         |       |        |              |                                                       |
| Victoria  | 4–0    |                   | TKO (golpes)                     |                        |                         |       |        |              |                                                       |
| Victoria  | 3–0    |                   | TKO (golpes)                     |                        |                         |       |        |              |                                                       |
| Victoria  | 2–0    |                   | TKO (golpes)                     |                        |                         |       |        |              |                                                       |
| Victoria  | 1–0    |                   | Decisión (unánime)               |                        |                         |       |        |              |                                                       |